# 國家聯合資源控股
國家聯合資源控股有限公司，簡稱國家聯合資源控股（英語：National United Resources Holdings Limited，港交所：0254），在2008年7月4日起，由光訊控股集團有限公司更名而來，前身為「中國戶外媒體集團有限公司」。
現時業務在中國內地和香港經營戶外媒體行業擁有重大權益及業務，還經營能源業務。
而總部位於香港灣仔港灣道30號新鴻基中心18樓1803室，以及上海市黃浦區延安東路700號港泰廣場1209室。主席為王綱，總裁為崔永昌。

## 連結
- NUR.com.hk（页面存档备份，存于）